# 역선택 (정치학)
역선택은 여론조사 경선 따위에서 자기가 싫어하는 후보를 떨어트리고자, 또는 본 선거에서 자기가 지자하는 후보에게 유리한 상황을 만들기 위해 행해지는 응답을 말한다.
경제학 용어인 역선택과 혼동하지 않도록 역투표라는 표현을 사용하기도 한다.

## 같이 보기
- 전략적 투표